# Morris (Schiff, 1940)
Die USS Morris (Kennung: DD-417) war ein US-amerikanischer Zerstörer der Sims-Klasse des Zweiten Weltkrieges. Die Kiellegung war am 7. Juni 1938 auf der Norfolk Naval Shipyard, am 5. März 1940 wurde das Schiff in Dienst gestellt. 
Es war bei der Eroberung der Marshallinseln bei der Operation Catchpole im Einsatz.
Die Morris wurde am 9. November 1945 außer Dienst gestellt und am 2. August 1947 zum Verschrotten verkauft.
Für seine Kampfeinsätze bekam das Schiff mit 15 Battle Stars.